# Bjerkenuten
Der Bjerkenuten ist ein großer und 2840 m hoher Berg im ostantarktischen Königin-Maud-Land. Er bildet das südliche Ende des Conradgebirges in der Orvinfjella.
Teilnehmer der Deutschen Antarktischen Expedition 1938/39 unter der Leitung des Polarforschers Alfred Ritscher entdeckten und fotografierten ihn. Norwegische Kartografen kartierten ihn anhand von Luftaufnahmen der Dritten Norwegischen Antarktisexpedition (1956–1960) und benannten ihn nach dem norwegischen Mechaniker Henry Bjerke (1919–1970), einem Expeditionsteilnehmer.